# Andrea Zamometić
Andrea Zamometić, noto anche come Andrea di Craina o Andrea da Udine (1420 – Basilea, 12 novembre 1484), è stato un arcivescovo cattolico croato.

## Biografia
Di origine croata, abbracciò la vita religiosa tra i domenicani a Udine e fu studente e poi docente all'università di Padova, dove conobbe e si legò a Francesco della Rovere.
Quando della Rovere divenne papa con il nome di Sisto IV, nel 1476 lo elesse arcivescovo di Craina.
Fu ambasciatore dell'imperatore Federico III presso la Santa Sede. Per aver criticato il nepotismo del pontefice e la corruzione della curia romana, il 14 giugno 1481 fu imprigionato in Castel Sant'Angelo e, scarcerato grazie all'interessamento dell'imperatore, si recò in Germania, dove millantò il rango di cardinale e promosse la convocazione di un concilio per la riforma della Chiesa.
Il 25 marzo 1482, nel duomo di Basilea, annunciò la prossima apertura del concilio, invitando a parteciparvi anche i principi cristiani.
Il papa reagì privandolo dell'arcivescovado, lanciando l'interdetto contro Basilea e ordinandone l'incarcerazione.
Imprigionato a Basilea il 21 dicembre 1482 e condannato al carcere perpetuo, fu trovato strangolato in cella il 12 novembre 1484.